# Rap metal
Rap metal je hudební směr rap rocku, který míchá vokální a někdy i instrumentální prvky hip hopu s heavy metalem. Často se plete s termíny rap rock a rapcore.
Původ rap metalu je v rap rocku – žánru, který spojuje vokální a instrumentální elementy hip hopu s rockem. Kořeny rap metalu jsou založeny jak na hiphopových skupinách, které měly za vzor metalové skladby, jako např. Beastie Boys, Cypress Hill a Run-D.M.C., stejně jako na rockových skupinách, které smíchaly metalové a hiphopové vlivy, jako např. 24-7 Spyz a Faith No More. Dále skupina Rage Against the Machine smísila heavy metal s politicky orientovanými rapovými texty.